# Luciano Zauri
Luciano Zauri (Pescina, 20 gennaio 1978) è un allenatore di calcio ed ex calciatore italiano, di ruolo difensore o centrocampista, tecnico del Campobasso.

## Caratteristiche tecniche

### Giocatore
Giocatore molto duttile, considerato un jolly della difesa, durante la sua carriera da calciatore ha ricoperto prevalentemente il ruolo di terzino destro.
Occasionalmente è stato impiegato anche come difensore centrale ed esterno di centrocampo.

## Carriera

### Giocatore

#### Club

##### Atalanta e ChievoVerona
Zauri, cresciuto nelle giovanili dell'Atalanta, esordisce in Serie A nella stagione 1996-1997 nella partita Atalanta-Roma (0-4).
L'anno seguente è stato ceduto in prestito al ChievoVerona dove colleziona 24 presenze.
Nella stagione 1998-1999 torna a Bergamo. Qui ha disputato altri cinque campionati, due in Serie B e tre in Serie A, ottenendo la convocazione in Nazionale.

##### Lazio
Nel 2003 è stato acquistato dalla Lazio insieme al compagno di squadra Ousmane Dabo, per 2,7 milioni di euro, dopo che l'Atalanta era retrocessa in Serie B.
Nel primo anno con la Lazio il tecnico Roberto Mancini gli preferiva Giuseppe Favalli, così Zauri partiva spesso dalla panchina e veniva utilizzato a centrocampo; in un'occasione è stato schierato anche in attacco. In campionato ha segnato 3 reti ad Inter, Empoli e Ancona. Nella stessa stagione ha fatto il suo esordio in Champions League il 13 agosto 2003 in occasione di Lazio-Benfica (3-1) e messo in bacheca il primo trofeo da professionista, la Coppa Italia.
Nella stagione 2004-2005 ha collezionato una ventina di presenze. Nella penultima giornata di campionato, nonché sfida salvezza tra Lazio e Fiorentina, ha salvato la rete laziale con un fallo di mani in area di rigore al 30' non visto dall'arbitro Roberto Rosetti. Con questa famosa parata, ha costretto la Fiorentina al pareggio 1-1 e ha tolto la Lazio dal rischio retrocessione. In questa stagione esordisce in Coppa UEFA il 17 settembre 2004 in occasione di Metalurg Donetsk-Lazio (0-3).
Nella stagione 2005-2006 ha collezionato 37 presenze in campionato. In quell'anno ha realizzato anche la rete decisiva, a una manciata di minuti dal termine, della sfida interna contro la Fiorentina.
Nella stagione 2006-2007 ha giocato quasi tutte le partite, dal primo all'ultimo minuto. Dalla gara Lazio-Milan (0-0) del gennaio 2007, in seguito alla cessione di Massimo Oddo, è diventato il capitano della squadra di Delio Rossi.
L'anno seguente ha messo a segno anche un gol nella Champions League 2007-2008 ad Atene contro l'Olympiacos Pireo (1-1). In campionato ha collezionato 18 presenze a causa di un infortunio.

##### Fiorentina
Il 17 luglio 2008 passa in prestito alla Fiorentina per 400000 € con diritto di riscatto prestabilito a 3 milioni per l'anno successivo.
Mette a segno il suo primo goal in maglia viola contro il Catania portando il risultato sul 2-0. Al termine della stagione la Fiorentina non esercita il diritto di riscatto e il giocatore ritorna alla Lazio.

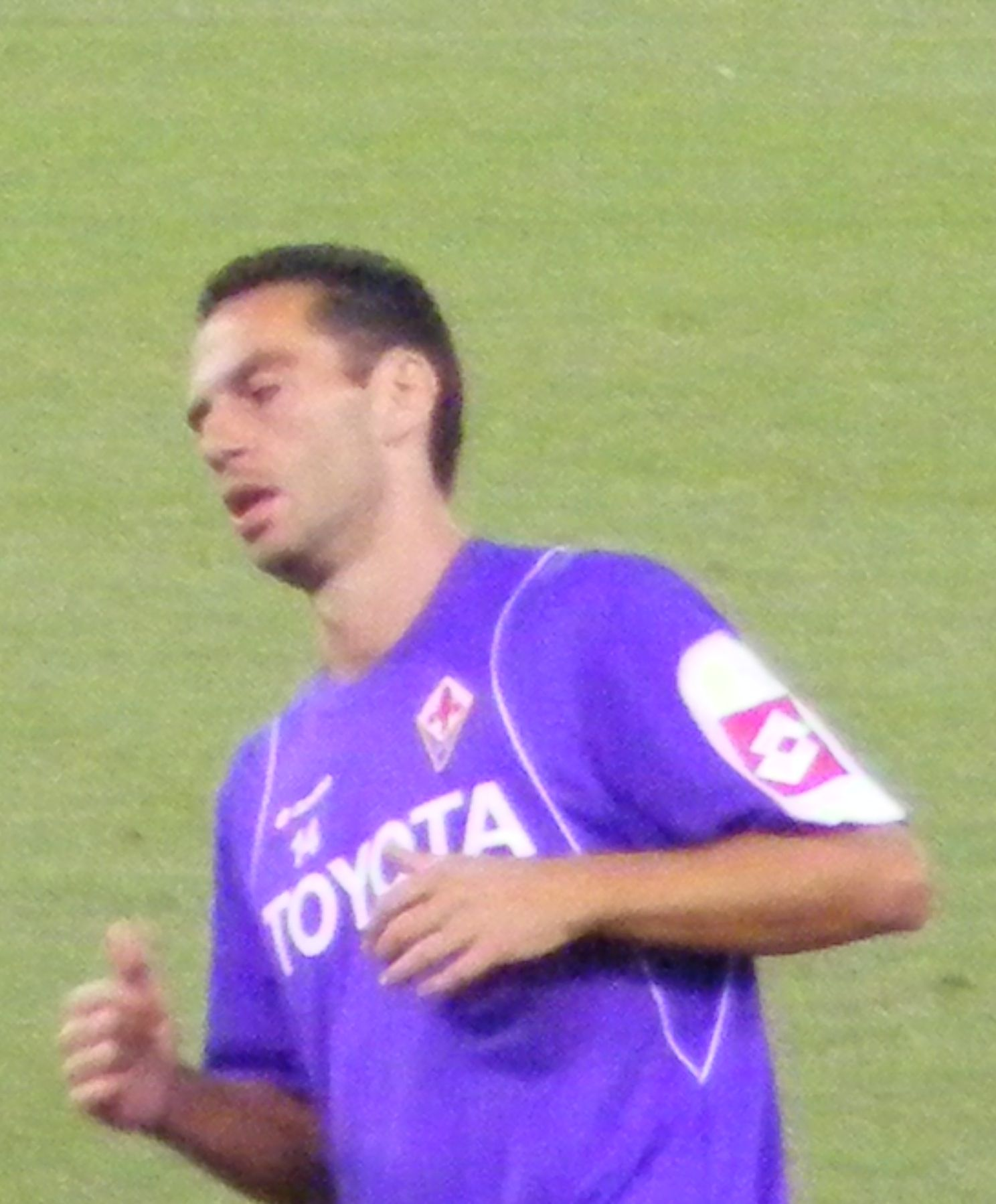
Luciano Zauri ai tempi della Fiorentina (stagione 2008-2009)

##### Sampdoria
Il 10 luglio 2009 viene ceduto a titolo temporaneo con diritto di opzione per la compartecipazione alla Sampdoria. Iniziando la stagione come riserva di Reto Ziegler, diventa il terzino destro titolare della squadra, a discapito del lituano Marius Stankevičius. A giugno, terminando il prestito torna alla Lazio, e il 19 agosto 2010 torna nuovamente ai blucerchiati in prestito, con diritto di riscatto.

##### Il ritorno alla Lazio
Il 1º luglio 2011 fa il suo ritorno alla Lazio, dopo che la Sampdoria, retrocessa in Serie B, non ha esercitato il diritto di riscatto.
Nel dicembre del 2011 spalma l'ingaggio e prolunga il suo contratto con la società romana fino al 30 giugno 2013.

##### Pescara
Il 31 gennaio 2013 passa a titolo definitivo al Pescara, tornando a giocare così nella sua terra natia. A fine stagione 2013-2014 decide di ritirarsi dal calcio giocato.

#### Nazionale
Zauri, dopo aver giocato 6 partite nella Nazionale Under-17 e 9 nella Nazionale Under-18, esordisce nella Nazionale maggiore il 5 settembre 2001 in Italia-Marocco (1-0). In totale è stato convocato 12 volte in Nazionale, giocando 5 partite.

### Allenatore

#### Giovanili e collaborazioni tecniche
Dopo aver appeso gli scarpini al chiodo, Zauri nell'estate 2014 viene nominato dal Pescara nuovo allenatore della formazione Berretti. L'anno successivo, sempre per i Delfini, ricopre invece il ruolo di collaboratore tecnico, che svolgerà successivamente anche nell'Udinese al fianco di Massimo Oddo, proprio come ai tempi del Pescara. Proprio a Pescara torna nel luglio 2018 come allenatore della Primavera. Vince il girone B del Campionato Primavera 2 perdendo però la Supercoppa Primavera 2 contro il Bologna. Il 5 giugno 2019 viene chiamato a dirigere la prima squadra del club abruzzese in Serie B. Il 20 gennaio 2020, dopo la sconfitta interna per 1-2 con la Salernitana, rassegna le dimissioni con la squadra al decimo posto avendo raccolto 27 punti in 20 partite.
Il 22 agosto 2020 viene ingaggiato come nuovo allenatore della Primavera del Bologna.

#### Pescara
Il 5 aprile 2022, in seguito all'esonero di Gaetano Auteri, torna sulla panchina del Pescara, in quel momento quinto in Serie C. Zauri non riuscirà a migliorare la posizione in classifica, arrivando quinto, a pari punti con la Virtus Entella, ma con una peggior differenza reti; ai play-off, dopo aver avuto la meglio su Carrarese e Gubbio solo grazie al miglior piazzamento in classifica, uscirà al primo turno della fase nazionale per mano della Feralpisalò. Al termine dell'avventura playoff, gli abruzzesi decidono di cambiare guida tecnica.

#### Hamrun Spartans
Il 29 aprile 2023, Zauri viene ufficialmente annunciato come nuovo allenatore dell’Ħamrun Spartans, squadra della massima serie maltese, a partire dal giugno seguente. Nel dicembre dello stesso anno, conquista il primo trofeo della sua carriera di allenatore (se si eccettuano quelli ottenuti alla guida di squadre giovanili), conquistando la Supercoppa di Malta. Il 27 aprile 2024, conquista anche il titolo nazionale con una giornata d'anticipo. Il 13 maggio seguente, lascia il suo incarico, dopo aver deciso di non rinnovare il proprio accordo con la società maltese.

#### Foggia e Campobasso
Il 7 novembre dello stesso anno viene ingaggiato dal Foggia, in quel momento quart’ultimo in Serie C, con un contratto fino al 30 giugno 2025. Dopo un buon andamento in classifica, a marzo entra in una profonda crisi che li riporta in zona play-out. Il 22 aprile 2025, prima dell'ultima gara di campionato, viene esonerato dopo sei sconfitte consecutive e con la squadra al terzultimo posto.
Il 28 maggio 2025, viene annunciato come nuovo tecnico del Campobasso, sempre in Serie C, a partire dal successivo 1° luglio.

## Statistiche

### Presenze e reti nei club
Statistiche aggiornate al 25 maggio 2014.
| Stagione         | Squadra          | Campionato      | Campionato | Campionato | Coppe nazionali | Coppe nazionali | Coppe nazionali | Coppe continentali | Coppe continentali | Coppe continentali | Altre coppe | Altre coppe | Altre coppe | Totale | Totale |
| Stagione         | Squadra          | Comp            | Pres       | Reti       | Comp            | Pres            | Reti            | Comp               | Pres               | Reti               | Comp        | Pres        | Reti        | Pres   | Reti   |
| ---------------- | ---------------- | --------------- | ---------- | ---------- | --------------- | --------------- | --------------- | ------------------ | ------------------ | ------------------ | ----------- | ----------- | ----------- | ------ | ------ |
| 1996-1997        | Atalanta         | A               | 2          | 0          | CI              | -               | -               |                    | -                  | -                  |             | -           | -           | 2      | 0      |
| 1997-1998        | ChievoVerona     | B               | 24         | 0          | CI              | 2               | 0               |                    | -                  | -                  |             | -           | -           | 26     | 0      |
| 1998-1999        | Atalanta         | B               | 27         | 0          | CI              | 4               | 0               |                    | -                  | -                  |             | -           | -           | 31     | 0      |
| 1999-2000        | Atalanta         | B               | 32         | 0          | CI              | 4               | 0               |                    | -                  | -                  |             | -           | -           | 36     | 0      |
| 2000-2001        | Atalanta         | A               | 27         | 1          | CI              | 8               | 1               |                    | -                  | -                  |             | -           | -           | 35     | 2      |
| 2001-2002        | Atalanta         | A               | 33         | 1          | CI              | 3               | 0               |                    | -                  | -                  |             | -           | -           | 36     | 1      |
| 2002-2003        | Atalanta         | A               | 33         | 0          | CI              | 2               | 0               |                    | -                  | -                  |             | -           | -           | 35     | 0      |
| Totale Atalanta  | Totale Atalanta  |                 | 154        | 2          |                 | 21              | 1               |                    | -                  | -                  |             | -           | -           | 175    | 3      |
| 2003-2004        | Lazio            | A               | 20         | 3          | CI              | 6               | 0               | UCL                | 4                  | 0                  |             | -           | -           | 30     | 3      |
| 2004-2005        | Lazio            | A               | 21         | 0          | CI              | 0               | 0               | CU                 | 2                  | 0                  | SI          | 1           | 0           | 24     | 0      |
| 2005-2006        | Lazio            | A               | 37         | 1          | CI              | 4               | 0               | Int                | 4                  | 0                  |             | -           | -           | 45     | 1      |
| 2006-2007        | Lazio            | A               | 36         | 0          | CI              | 3               | 1               |                    | -                  | -                  |             | -           | -           | 39     | 1      |
| 2007-2008        | Lazio            | A               | 18         | 0          | CI              | 3               | 0               | UCL                | 6                  | 1                  | -           | -           | -           | 27     | 1      |
| 2008-2009        | Fiorentina       | A               | 18         | 1          | CI              | 1               | 0               | UCL                | 8                  | 0                  | -           | -           | -           | 27     | 1      |
| 2009-2010        | Sampdoria        | A               | 32         | 0          | CI              | 1               | 0               |                    | -                  | -                  |             | -           | -           | 33     | 0      |
| 2010-2011        | Sampdoria        | A               | 27         | 0          | CI              | 1               | 0               | UEL                | 1                  | 0                  |             | -           | -           | 29     | 0      |
| Totale Sampdoria | Totale Sampdoria |                 | 59         | 0          |                 | 2               | 0               |                    | 1                  | 0                  |             |             |             | 62     | 0      |
| 2011-2012        | Lazio            | A               | 8          | 0          | CI              | 0               | 0               | UEL                | 5                  | 0                  |             | -           | -           | 13     | 0      |
| 2012-gen. 2013   | Lazio            | A               | 0          | 0          | CI              | 0               | 0               | UEL                | 0                  | 0                  |             | -           | -           | 0      | 0      |
| Totale Lazio     | Totale Lazio     | Totale Lazio    | 140        | 4          |                 | 16              | 1               |                    | 21                 | 1                  |             | 1           | 0           | 178    | 6      |
| gen.-giu. 2013   | Pescara          | A               | 8          | 0          | CI              | -               | -               | -                  | -                  | -                  | -           | -           | -           | 8      | 0      |
| 2013-2014        | Pescara          | B               | 29         | 0          | CI              | 1               | 0               | -                  | -                  | -                  | -           | -           | -           | 30     | 0      |
| Totale Pescara   | Totale Pescara   | Totale Pescara  | 37         | 0          |                 | 1               | 0               |                    | -                  | -                  |             | -           | -           | 38     | 0      |
| Totale carriera  | Totale carriera  | Totale carriera | 433        | 7          |                 | 43              | 2               |                    | 30                 | 1                  |             | 1           | 0           | 507    | 10     |

### Cronologia delle presenze in nazionale
| Cronologia completa delle presenze e delle reti in nazionale ― Italia | Cronologia completa delle presenze e delle reti in nazionale ― Italia | Cronologia completa delle presenze e delle reti in nazionale ― Italia | Cronologia completa delle presenze e delle reti in nazionale ― Italia | Cronologia completa delle presenze e delle reti in nazionale ― Italia | Cronologia completa delle presenze e delle reti in nazionale ― Italia | Cronologia completa delle presenze e delle reti in nazionale ― Italia | Cronologia completa delle presenze e delle reti in nazionale ― Italia |
| Data                                                                  | Città                                                                 | In casa                                                               | Risultato                                                             | Ospiti                                                                | Competizione                                                          | Reti                                                                  | Note                                                                  |
| --------------------------------------------------------------------- | --------------------------------------------------------------------- | --------------------------------------------------------------------- | --------------------------------------------------------------------- | --------------------------------------------------------------------- | --------------------------------------------------------------------- | --------------------------------------------------------------------- | --------------------------------------------------------------------- |
| 5-9-2001                                                              | Piacenza                                                              | Italia                                                                | 1 – 0                                                                 | Marocco                                                               | Amichevole                                                            | -                                                                     | 62’                                                                   |
| 21-8-2002                                                             | Trieste                                                               | Italia                                                                | 0 – 1                                                                 | Slovenia                                                              | Amichevole                                                            | -                                                                     | 76’                                                                   |
| 12-10-2002                                                            | Napoli                                                                | Italia                                                                | 1 – 1                                                                 | Serbia e Montenegro                                                   | Qual. Euro 2004                                                       | -                                                                     | 80’                                                                   |
| 16-10-2002                                                            | Cardiff                                                               | Galles                                                                | 2 – 1                                                                 | Italia                                                                | Qual. Euro 2004                                                       | -                                                                     | 90’                                                                   |
| 20-11-2002                                                            | Pescara                                                               | Italia                                                                | 1 – 1                                                                 | Turchia                                                               | Amichevole                                                            | -                                                                     | 78’                                                                   |
| Totale                                                                |                                                                       | Presenze                                                              | 5                                                                     |                                                                       | Reti                                                                  | 0                                                                     |                                                                       |

### Statistiche da allenatore
Statistiche aggiornate al 16 agosto 2025. In grassetto le competizioni vinte.
| Stagione            | Squadra         | Campionato      | Campionato | Campionato | Campionato | Campionato | Coppe nazionali | Coppe nazionali | Coppe nazionali | Coppe nazionali | Coppe nazionali | Coppe continentali | Coppe continentali | Coppe continentali | Coppe continentali | Coppe continentali | Altre coppe | Altre coppe | Altre coppe | Altre coppe | Altre coppe | Totale | Totale | Totale | Totale | % Vittorie | Piazzamento |
| Stagione            | Squadra         | Comp            | G          | V          | N          | P          | Comp            | G               | V               | N               | P               | Comp               | G                  | V                  | N                  | P                  | Comp        | G           | V           | N           | P           | G      | V      | N      | P      | %          | Piazzamento |
| ------------------- | --------------- | --------------- | ---------- | ---------- | ---------- | ---------- | --------------- | --------------- | --------------- | --------------- | --------------- | ------------------ | ------------------ | ------------------ | ------------------ | ------------------ | ----------- | ----------- | ----------- | ----------- | ----------- | ------ | ------ | ------ | ------ | ---------- | ----------- |
| 2019-gen. 2020      | Pescara         | B               | 20         | 7          | 5          | 8          | CI              | 2               | 1               | 0               | 1               | -                  | -                  | -                  | -                  | -                  | -           | -           | -           | -           | -           | 22     | 8      | 5      | 9      | 36,36      | Dimis.      |
| apr.-giu. 2022      | Pescara         | C               | 3+4        | 2          | 1+3        | 0+1        | CI-C            | -               | -               | -               | -               | -                  | -                  | -                  | -                  | -                  | -           | -           | -           | -           | -           | 7      | 2      | 4      | 1      | 28,57      | Sub., 5º    |
| Totale Pescara      | Totale Pescara  | Totale Pescara  | 27         | 9          | 9          | 9          |                 | 2               | 1               | 0               | 1               |                    | -                  | -                  | -                  | -                  |             | -           | -           | -           | -           | 29     | 10     | 9      | 10     | 34,48      |             |
| 2023-2024           | Ħamrun Spartans | PLM             | 26         | 19         | 5          | 2          | TM              | 3               | 2               | 1               | 0               | UCL+UECL           | 2+4                | 0+2                | 0+0                | 2+2                | SCM         | 1           | 1           | 0           | 0           | 36     | 24     | 6      | 6      | 66,67      | 1º          |
| nov. 2024-apr. 2025 | Foggia          | C               | 21         | 6          | 5          | 10         | CI-C            | -               | -               | -               | -               | -                  | -                  | -                  | -                  | -                  | -           | -           | -           | -           | -           | 21     | 6      | 5      | 10     | 28,57      | Sub., Eson. |
| 2025-2026           | Campobasso      | C               | 0          | 0          | 0          | 0          | CI-C            | 1               | 1               | 0               | 0               | -                  | -                  | -                  | -                  | -                  | -           | -           | -           | -           | -           | 1      | 1      | 0      | 0      | 100,00&    | in corso    |
| Totale carriera     | Totale carriera | Totale carriera | 74         | 34         | 19         | 21         |                 | 6               | 4               | 1               | 1               |                    | 6                  | 2                  | 0                  | 4                  |             | 1           | 1           | 0           | 0           | 87     | 41     | 20     | 26     | 47,13      |             |

## Fuori dal campo
Il 20 gennaio 2013 Zauri salva la vita ad una bambina di 7 anni, Giulia Santopadre, figlia dell'ex tennista Vincenzo e di Karolina Boniek, figlia dell'ex calciatore polacco Zibi, calandosi con una corda all'interno di un pozzetto profondo 4 metri, dove la stessa bimba era caduta. Per tale gesto è stato proposto come medaglia d'argento al valor civile.

## Palmarès

### Giocatore

#### Club

##### Competizioni giovanili
- Trofeo Dossena: 1

Atalanta: 1997

##### Competizioni nazionali
- Coppa Italia: 1

Lazio: 2003-2004

### Allenatore

#### Competizioni giovanili
- Campionato Primavera 2: 1

Pescara: 2018-2019 (girone B)

#### Competizioni nazionali
- Campionato maltese: 1

Ħamrun Spartans: 2023-2024
- Supercoppa di Malta: 1

Ħamrun Spartans: 2023